# دره مبارزه
دره مبارزه (به انگلیسی: Fight Valley) یک فیلم رزمی و اکشن آمریکایی محصول سال ۲۰۱۶ به کارگردانی راب هاوک است. سوزی سلک و همچنین با شرکت هنرمندان رزمی ترکیبی؛ میشا تیت، هالی هولم و کریس سایبورگ بازی می‌کنند.

## داستان
توری جوان ۲۲ ساله‌ای است که در مسابقات رزمی شرکت می‌کند تا بتواند از این راه درآمدی کسب کند اما به طرر مرموزی، پس از آنکه در یکی از مبارزاتش مورد ضرب و شتم قرار می‌گیرد، در جنگل رها شده و در نهایت می‌میرد. پلیس تحقیقاتش را شروع می‌کند اما به تنیجه ای نمی‌رسد. پس خواهر او یعنی ویندزور برای پیدا کردن قاتل و گرفتن انتقام از او، تنها راهی که در جلوی خود می‌بیند، ورود به مبارزات زیر نظر یک استاد حرفه‌ای است. در ادامه او …

## انتشار
این فیلم توسط توزیع کننده فیلادلفیا بریکینگ گلس پیکچرز امضا شد و در ژوئیه ۲۰۱۶ منتشر شد.

## بازخورد
این فیلم با استقبال متفاوت منتقدان مواجه شد.